# Jean Purdy
Jean Marian Purdy (Cambridge, 25 aprile 1945 – Cambridge, 16 marzo 1985) è stata un'infermiera e biologa britannica nota per aver sviluppato, assieme a Robert Geoffrey Edwards e Patrick Steptoe, la fecondazione in vitro.
Edwards ha ricevuto il premio Nobel per la medicina o la fisiologia nel 2010 per il suo lavoro sullo sviluppo della fecondazione in vitro; tuttavia, poiché una persona non può essere nominata postumo alla premio Nobel, né Purdy né Steptoe sono stati valutati per l'assegnazione di tale premio.
Purdy è stata una delle fondatrici della Bourn Hall Clinic, ma il suo ruolo lì e nello sviluppo della fecondazione in vitro è stato ignorato per 30 anni. Dopo la pubblicazione degli articoli di Edwards negli anni 2010, i suoi contributi vitali alla fecondazione in vitro sono stati pubblicamente riconosciuti.